# Dexclorfeniramina
Dexclorfeniramina é um isômero dextrôgiro do maleato de clorfeniramina. Pertence ao grupo farmacológico dos antagonistas dos receptadores H1 da histamina, atuando na prevenção e alívio de manifestações alérgicas. É usada no tratamento sintomático de urticária e angioedema, também se encontra indicação no tratamento da rinite, coriza e conjuntivite, além de diversos distúrbios da pele associados à coceira.  

## Propriedades
Possui ação antimuscarínica, sendo assim pode ressecar as mucosas nasais. Atravessa a barreira hematoencefálica, bloqueando os receptores da histamina H1.

## Nomes comerciais
- Polaramine® - Maleato de Dexclorfeniramina

- Koide D® - Betametasona + Dexclorfeniramina

- Celestamine® - Betametasona + Dexclorfeniramina

- Histamin® - Maleato de Dexclorfeniramina